# FC Locarno
FC Locarno är en schweizisk fotbollsklubb i Locarno. Klubben grundades 1906.
Laget spelade i flera år i den schweiziska högstaligan, senast 2014, och var i cupfinal 1951, men efter en konkurs 2018 fick man börja om i lägre divisioner.